# Erik Kušnir
Erik Kušnir (in ucraino Ерік Кушнір?; Nyžnij Koropec', 7 febbraio 2000) è un calciatore ungherese con cittadinanza ucraina, centrocampista del Debrecen.

## Caratteristiche tecniche
È un terzino destro e all'occorrenza anche mediano.

## Carriera

### Club
Cresciuto nel settore giovanile del Debrecen, ha esordito in prima squadra il 5 maggio 2018 disputando l'incontro di Nemzeti Bajnokság I vinto 3-1 contro l'Honvéd.

### Nazionale
Ha giocato nella nazionale ungherese Under-21.

## Statistiche
Statistiche aggiornate al 26 febbraio 2019.

### Presenze e reti nei club
| Stagione        | Squadra         | Campionato      | Campionato | Campionato | Coppe nazionali | Coppe nazionali | Coppe nazionali | Coppe continentali | Coppe continentali | Coppe continentali | Altre coppe | Altre coppe | Altre coppe | Totale | Totale | Totale |
| Stagione        | Squadra         | Comp            | Pres       | Reti       | Comp            | Pres            | Reti            | Comp               | Pres               | Reti               | Comp        | Pres        | Reti        | Pres   | Reti   |        |
| --------------- | --------------- | --------------- | ---------- | ---------- | --------------- | --------------- | --------------- | ------------------ | ------------------ | ------------------ | ----------- | ----------- | ----------- | ------ | ------ | ------ |
| 2017-2018       | Debrecen        | NB1             | 5          | 0          | CU              | 1               | 0               |                    | -                  | -                  |             | -           | -           | 6      | 0      |        |
| 2018-2019       | Debrecen        | NB1             | 21         | 0          | CU              | 0               | 0               |                    | -                  | -                  |             | -           | -           | 21     | 0      |        |
| Totale carriera | Totale carriera | Totale carriera | 26         | 0          |                 | 1               | 0               |                    | -                  | -                  |             | -           | -           | 27     | 0      |        |